# Igor Krutoj
Igor Jakovlevič Krutoj (rusky Игорь Яковлевич Крутой, * 29. července 1954 Hajvoron) je ruský hudební skladatel, producent, klavírista a zpěvák.

## Život
Narodil se do židovské rodiny v ukrajinském Hajvoronu. V roce 1989 obdržel Leninskou cenu Komsomolu. Je držitelem titulu Lidový umělec Ruské federace (1996) a Lidový umělec Ukrajiny (2011).

## Dílo
Složil řadu písní pro popové hvězdy jako jsou Anna Netrebko, Alla Pugačova, Dmitrij Chvorostovskij, Dimaš Kudajbergen, Andrea Bocelli, Ani Lorak, Aida Garifullinová nebo Lara Fabian.